# Sepmes
Sepmes és un municipi francès, situat al departament de l'Indre i Loira i a la regió de Centre – Vall del Loira. L'any 2007 tenia 661 habitants.

## Demografia

### Població
El 2007 la població de fet de Sepmes era de 661 persones. Hi havia 280 famílies, de les quals 86 eren unipersonals (35 homes vivint sols i 51 dones vivint soles), 89 parelles sense fills, 93 parelles amb fills i 12 famílies monoparentals amb fills.
La població ha evolucionat segons el següent gràfic:
Habitants censats

### Habitatges
El 2007 hi havia 320 habitatges, 275 eren l'habitatge principal de la família, 23 eren segones residències i 23 estaven desocupats. 306 eren cases i 15 eren apartaments. Dels 275 habitatges principals, 199 estaven ocupats pels seus propietaris, 74 estaven llogats i ocupats pels llogaters i 2 estaven cedits a títol gratuït; 18 tenien dues cambres, 67 en tenien tres, 78 en tenien quatre i 112 en tenien cinc o més. 222 habitatges disposaven pel capbaix d'una plaça de pàrquing. A 128 habitatges hi havia un automòbil i a 127 n'hi havia dos o més.

### Piràmide de població
La piràmide de població per edats i sexe el 2009 era:
| Homes | Edats   | Dones |
| ----- | ------- | ----- |
| 0     | 95 o +  | 0     |
| 0     | 90 a 94 | 4     |
| 4     | 85 a 89 | 8     |
| 8     | 80 a 84 | 8     |
| 8     | 75 a 79 | 28    |
| 16    | 70 a 74 | 8     |
| 12    | 65 a 69 | 8     |
| 12    | 60 a 64 | 8     |
| 8     | 55 a 59 | 16    |
| 20    | 50 a 54 | 12    |
| 8     | 45 a 49 | 28    |
| 52    | 40 a 44 | 20    |
| 12    | 35 a 39 | 32    |
| 44    | 30 a 34 | 24    |
| 20    | 25 a 29 | 20    |
| 12    | 20 a 24 | 20    |
| 20    | 15 a 19 | 12    |
| 20    | 10 a 14 | 20    |
| 20    | 5 a 9   | 28    |
| 20    | 0 a 4   | 8     |

## Economia
El 2007 la població en edat de treballar era de 440 persones, 339 eren actives i 101 eren inactives. De les 339 persones actives 314 estaven ocupades (173 homes i 141 dones) i 24 estaven aturades (7 homes i 17 dones). De les 101 persones inactives 31 estaven jubilades, 46 estaven estudiant i 24 estaven classificades com a «altres inactius».

### Ingressos
El 2009 a Sepmes hi havia 276 unitats fiscals que integraven 657,5 persones, la mediana anual d'ingressos fiscals per persona era de 17.125 €.

### Activitats econòmiques
Dels 24 establiments que hi havia el 2007, 1 era d'una empresa extractiva, 1 d'una empresa alimentària, 1 d'una empresa de fabricació d'altres productes industrials, 8 d'empreses de construcció, 4 d'empreses de comerç i reparació d'automòbils, 3 d'empreses d'hostatgeria i restauració, 1 d'una empresa d'informació i comunicació, 1 d'una empresa financera, 2 d'empreses immobiliàries, 1 d'una empresa de serveis i 1 d'una empresa classificada com a «altres activitats de serveis».
Dels 9 establiments de servei als particulars que hi havia el 2009, 1 era un paleta, 3 fusteries, 2 lampisteries, 1 perruqueria i 2 restaurants.
Dels 2 establiments comercials que hi havia el 2009, 1 era una botiga de menys de 120 m² i 1 una fleca.
L'any 2000 a Sepmes hi havia 34 explotacions agrícoles que ocupaven un total de 1.638 hectàrees.

## Equipaments sanitaris i escolars
El 2009 hi havia una escola elemental integrada dins d'un grup escolar amb les comunes properes formant una escola dispersa.

## Poblacions més properes
El següent diagrama mostra les poblacions més properes.